# استیل اتوریتی هند
استیل اتوریتی هند (انگلیسی: Steel Authority of India) شرکت دولتی فولاد هندی است، که در سال ۱۹۵۴ تأسیس شد.